# Muallim, Gebze
Muallim là một xã thuộc huyện Gebze, tỉnh Kocaeli, Thổ Nhĩ Kỳ. Dân số thời điểm năm 2010 là 944 người.